# 鎖兒罕失剌
鎖兒罕失剌（生卒年不詳），蒙古泰赤烏部速勒都思家族成員，早期在部中的地位極為普通，等同于負責搗馬乳的奴隸。後遇見遭遇泰赤烏部人追殺的鐵木真，他果斷把鐵木真藏于羊毛堆中，從而保住鐵木真性命。1206年，鐵木真建立蒙古帝國，成為「成吉思汗」，出於對這位救命恩人的敬重，封鎖兒罕失剌為千戶，并賜其「九罪而不究」之賞。
鎖兒罕失剌之子沉白、赤剌溫，皆為成吉思汗統一蒙古大業立下顯赫戰功，獲封千戶长（蒙古第27位开国功臣（千户））。赤剌溫更位列成吉思汗四傑之一。其女合答安為成吉思汗妃子之一。